# Bącki
Bącki [ˈbɔnt͡skʲi] là một khu định cư ở quận hành chính của Gmina Barwice, trong Szczecinek County, Zachodniopomorskie, ở tây bắc Ba Lan. Nó nằm khoảng 4 kilômét (2 mi) phía nam Barwice, 21 km (13 mi) về phía tây của Szczecinek và 123 km (76 mi) về phía đông của thủ đô khu vực Szczecin.